# Domingos José Nogueira Jaguaribe
Domingos José Nogueira Jaguaribe, Visconde de Jaguaribe, (Aracati, 14 de setembro de 1820 — 5 de junho de 1890) foi um magistrado, jornalista e político brasileiro.

## Biografia

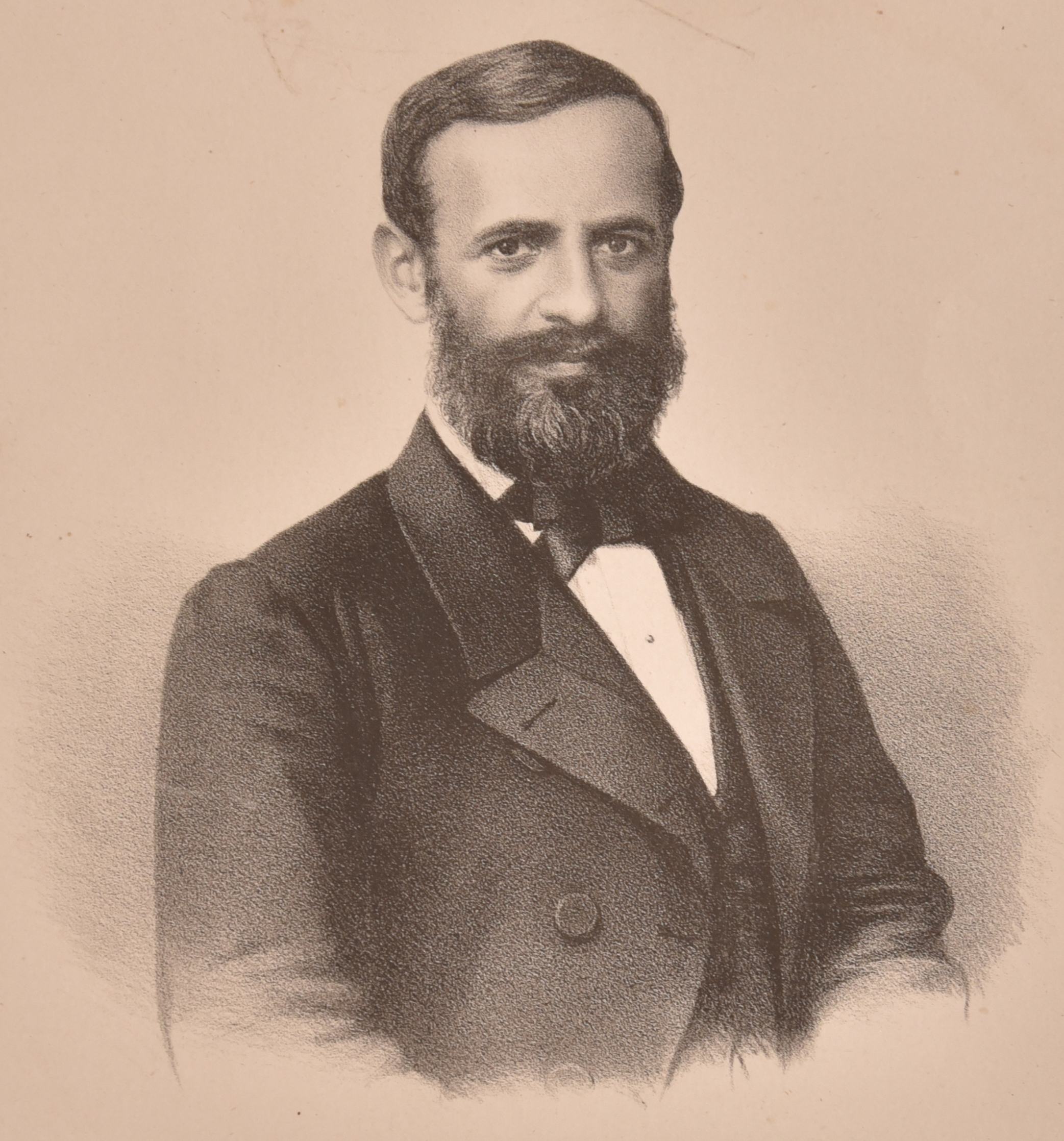
Retrato em litografia de S. A. Sisson, 1861.

Era filho do capitão João Nogueira dos Santos e de Joana Maria da Conceição. Em 1841, na Faculdade de Direito de Olinda e, já no seu segundo ano, tomava assento como suplente na Assembleia Provincial do Ceará. Bacharelou-se em 1845, sendo nomeado promotor público de Sobral e depois de Fortaleza.
Foi eleito deputado provincial para a legislatura de 1850-1851 e, na primeira sessão, tornou-se presidente da Assembleia, redigindo ao mesmo tempo o jornal Pedro II, órgão do Partido Conservador, do qual era filiado. Em 1853 foi eleito deputado geral, e logo na primeira sessão da Câmara, foi nomeado segundo secretário. Nessa legislatura, distinguiu-se na tribuna, proferindo um discurso sobre educação, que mereceu do Visconde de Castilho muitos elogios em carta que foi publicada no Jornal do Commercio, do Rio de Janeiro, e transcrita no Pedro II. Foi eleito ainda na seguinte legislatura de 1857 a 1860 pelo quarto distrito, com sede em Baturité, e também na de 1861 a 1864 pelo segundo distrito, com sede em Sobral. Na legislatura de 1864 a 1866 conseguiu no segundo ano ser eleito pelo primeiro distrito em substituição a Frederico Augusto Pamplona, que tinha falecido.
Em 1864, foi designado como Procurador da Comissão responsável pela construção da Igreja Matriz e do cemitério da Diocese de Limoeiro do Norte.
Subindo os conservadores ao poder, em 1867 estava fora do país, em comissão no Paraguai, foi eleito deputado geral pelo primeiro distrito da sua província, sendo seu nome incluído em lista sêxtupla senatorial, e escolhido senador do Império no ano seguinte. Fez parte do ministério de 7 de março de 1871, presidido pelo Visconde do Rio Branco, com a pasta da guerra, sendo agraciado, após a libertação dos escravos no Brasil, com o título de Visconde de Jaguaribe com grandeza.
Na magistratura, foi juiz de direito das comarcas de Inhamuns, do Crato e de Sobral, em que se aposentou para desincompatibilizar-se para a eleição de deputados gerais; mas, em 1872 foi reintegrado na magistratura, sendo nomeado juiz dos feitos da Corte, cargo que exerceu até a proclamação da República, quando foi nomeado desembargador da Relação de Recife, da qual foi removido para a do Rio de Janeiro pouco depois.
Em Fortaleza, fundara o jornal A Constituição, órgão do Partido Conservador, e ocupara o cargo de professor de retórica do Liceu, em que se aposentou, em 1874. Foi também diretor do Liceu e inspetor geral da instrução pública.
Jaguaribe faleceu repentinamente, aos 69 anos, de volta ao Rio de Janeiro após uma visita ao Ceará. Seu corpo foi sepultado no Cemitério São Francisco Xavier.
Casou-se, a 30 de julho de 1842, em Fortaleza, com Clodes Alexandrina Santiago de Alencar (? - Minas Gerais, Juiz de Fora, 6 de novembro de 1912), filha de Leonel Pereira de Alencar e de Maria Xavier da Silva Pereira de Carvalho. Pelo lado paterno, era sobrinha de Bárbara de Alencar e uma irmã sua, Ana Josefina de Alencar, envolveu-se com o primo José Martiniano de Alencar. Eles foram os pais do escritor José de Alencar.
O casal gerou onze filhos:
- Domingos José Nogueira Jaguaribe Filho (Aracati 2 de novembro de 1848 — Santos, 14 de novembro de 1926);
- Joaquim José Nogueira Jaguaribe (Ceará, 11 de maio de 1850);
- Joana Jaguaribe Gomes de Matos (Quixeramobim, 17 de setembro de 1854, que casou-se com João Paulo Gomes de Matos, Juiz de Direito, Desembargador e Deputado provincial pelo Ceará em duas legislaturas;
- Maria Jaguaribe de Alencar Lima (1 de janeiro de 1856), que casou-se com o primo, engenheiro Tristão Franklin de Alencar Lima;
- Leonel Nogueira Jaguaribe (Crato, 24 de janeiro de 1857 — Juiz de Fora, 21 de agosto de 1886);
- Clotilde Nogueira Jaguaribe (Ceará, 6 de janeiro de 1859), casada com Paulino Nogueira Borges da Fonseca, desembargador em Fortaleza;
- José Nogueira Jaguaribe (Ceará, 16 de agosto de 1860), engenheiro, solteiro;
- João Nogueira Jaguaribe (Fortaleza, 4 de julho de 1864);
- Antônio Nogueira Jaguaribe (Fortaleza, 30 de março de 1866), engenheiro, que casou-se com Alice Costa(Juiz de Fora, ?);
- Flora Jaguaribe, + menor.[3]
- Ana Flora Jaguaribe (Ceará, 20 de agosto de 1867), que casou-se com o engenheiro português Joaquim Guilherme de Sousa Leitão Maldonado, avó de Joaquim Murillo Maldonado;